# Distichophyllidium jungermanniaceum
Distichophyllidium jungermanniaceum là một loài rêu trong họ Daltoniaceae. Loài này được Müll. Hal. ex M. Fleisch. mô tả khoa học đầu tiên năm 1908.